# Cerro Mitre
El cerro Mitre  o cerro Stokes Original es una montaña en la península de Magallanes la cual se encuentra en la provincia de Santa Cruz, Argentina y forma parte del parque nacional Los Glaciares. Tiene una altitud de 1469 metros sobre el nivel del mar o 85 metros sobre el terreno circundante, aproximadamente 0,82 kilómetros de ancho al pie del mismo. 
El terreno alrededor del cerro Mitre es montañoso al este, pero al oeste son las montañas. La zona más alta alrededor tiene una altitud de 1.586 metros y está a 1,3 km al oeste del cerro. Es más pequeña de 2 personas por kilómetro cuadrado alrededor del cerro Mitre. En la región alrededor de este las montañas son muy comunes.
El área alrededor de Cerro Mitre está cubierta casi totalmente de pastizales. El clima es costero. La temperatura promedio es de 4 °C. El mes más cálido es febrero, con 12 °C, y el más frío es agosto, con -2 °C.

## Historia
El cerro fue nombrado cerro Stokes por Robert Fitz Roy en 1834 en honor a John Lort Stokes  por la expedición del HMS Beagle a las costas de América del Sur y circunnavegación del globo bajo el mando del comandante Robert Fitz Roy, posteriormente los peritos de Argentina y Chile entenderían en 1898 al cerro Cervantes con ese nombre y el acuerdo de 1998 entre ambos países renombraría otro cerro con el mismo nombre.

## Etimología
Recibe su nombre hace referencia al político, militar, historiador, escritor, periodista y presidente argentino Bartolomé Mitre.